# Atomaria parvula
Atomaria parvula is een keversoort uit de familie harige schimmelkevers (Cryptophagidae). De wetenschappelijke naam van de soort werd in 1875 gepubliceerd door Edmund Reitter.